# Acuñación a máquina

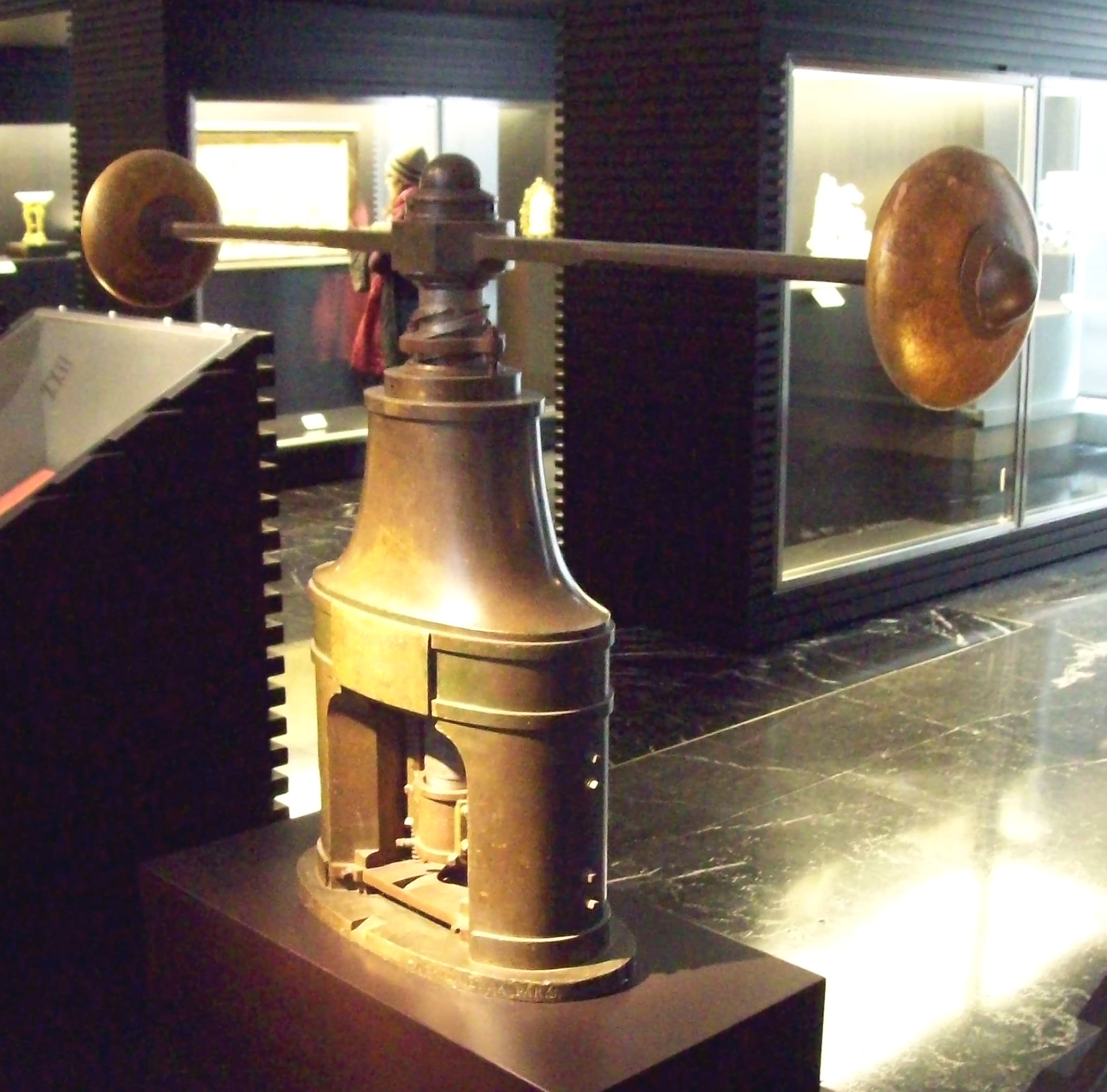
Volante de acuñación de 1831, MAN, Madrid

En numismática, las expresiones acuñación a máquina o acuñación con prensa se utilizan para describir los métodos de elaboración de monedas mediante algún tipo de máquina, a diferencia de los métodos manuales, que básicamente eran la fundición en moldes o el martilleo del metal entre dos matrices (moneda martillada).

## Historia

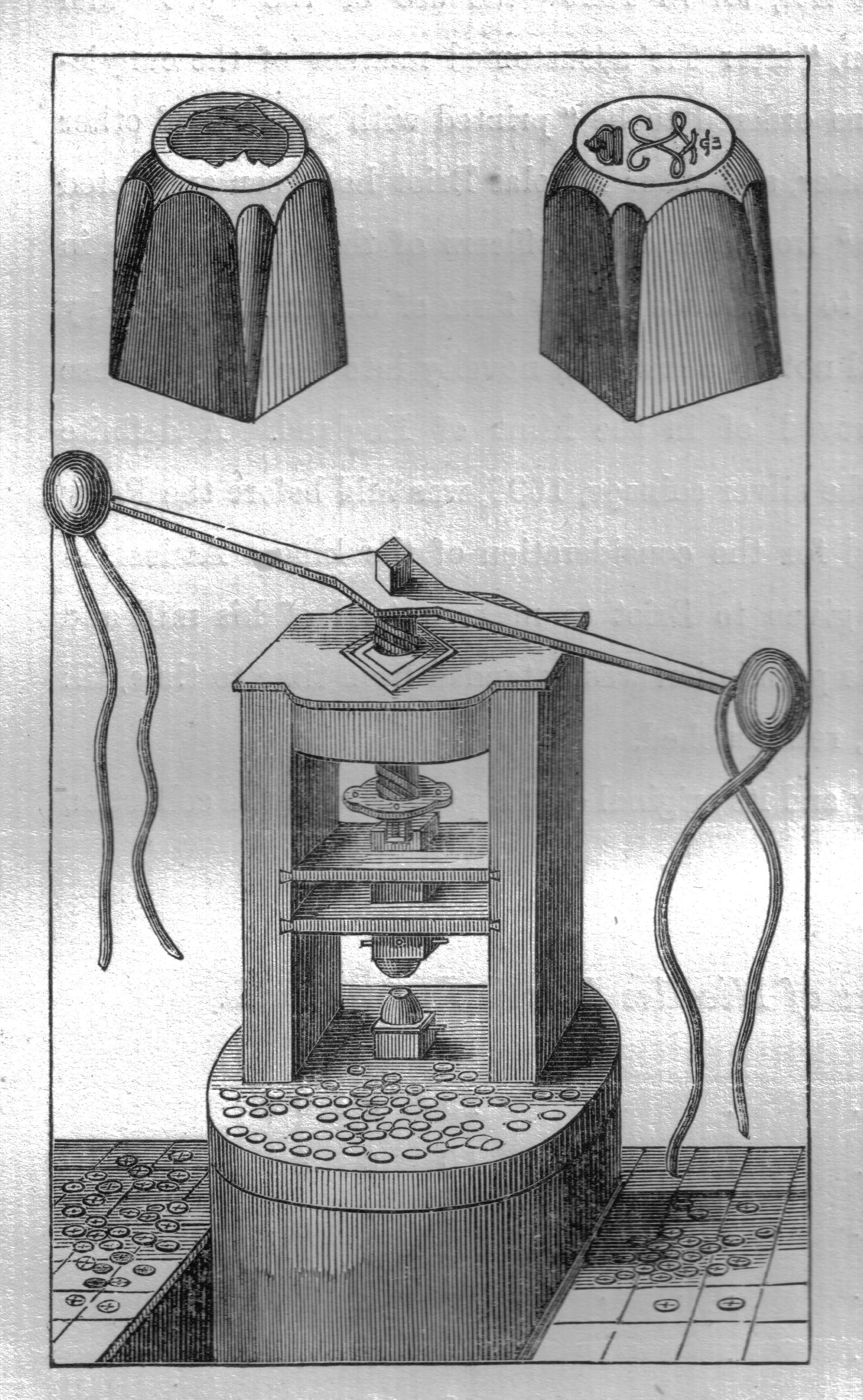
Un volante para la producción de monedas 'fresadas' con las dos matrices superiores (trossells) ampliadas arriba.

Hasta 1550, las técnicas de acuñación utilizadas en las casas de moneda europeas no habían progresado desde la acuñación martillada de la Antigua Grecia. Esto fue problemático porque un aumento en el suministro de lingotes provenientes de Europa central y América estaba sobrecargando las casas de moneda. Eso condujo a monedas de baja calidad que se falsificaban o recortaban fácilmente, es decir, se extraían pequeñas capas de metal precioso de los bordes de las monedas. De acuerdo con la ley de Gresham, aumentó la circulación de monedas recortadas y falsificadas que reemplazaban a las monedas buenas, depreciando su valor.
Los cuadernos de Leonardo da Vinci mostraron que había un método más adecuado, y Donato Bramante, el arquitecto que hizo los planos iniciales de la Basílica de San Pedro, desarrolló una prensa de tornillo para hacer las bullas de plomo adheridas a los documentos papales. En 1550, Charles de Marillac, embajador francés en Augsburgo, vio una manera de que Francia obtuviera una ventaja económica sobre el Sacro Imperio Romano Germánico al enterarse de que un ingeniero local había perfeccionado un proceso mecánico que consistía en laminar lingotes al espesor requerido, cortar cospeles del metal laminado, y martillear esos cospeles hasta obtener monedas. Esta tecnología era significativamente más avanzada que los procesos generales de fabricación del siglo XVI, lo que hacía que las monedas fueran difíciles de falsificar. Las negociaciones que obtuvieron los derechos del proceso para Francia fueron tan secretas que el inventor fue identificado con un nombre en clave, pero lo más probable es que fuera Marx Schwab. Aubin Olivier fue a Augsburgo para aprender la técnica y Enrique II de Francia el 27 de marzo de 1551 lo nombró ingeniero jefe de una casa de moneda mecanizada en París, llamada Moulin des Étuves. Esta casa de moneda produjo monedas de oro y plata bien acuñadas y perfectamente redondas. Tener monedas perfectamente redondas facilitó la detección de recortes, pero el estamento de acuñadores no obtenía nada de esto y, en una década, los exempleados del Moulin des Étuves estaban encontrando trabajo en Navarra e Inglaterra.

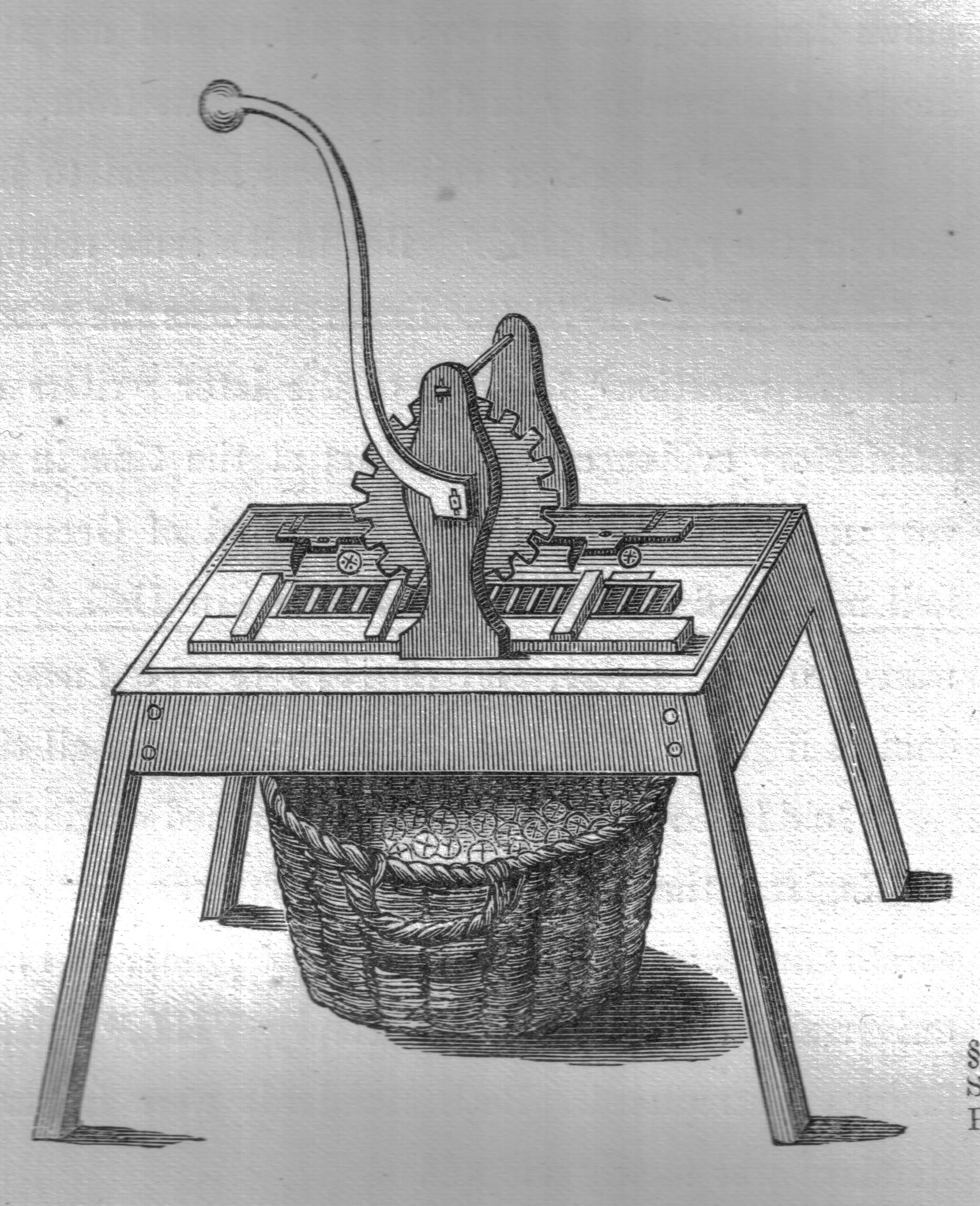
Un molino para inscribirse o fresar los bordes de los flanes o cospeles de monedas.

En Inglaterra, una proclamación de 1560 de Isabel I canjeó viejas monedas degradadas por nuevas monedas puras. La Tower Mint añadió maquinaria de percusión para esta "gran acuñación". Eloy Mestrelle se encargó de la transferencia de tecnología desde Francia, pero cuando terminó la gran acuñación, las autoridades de la casa de la moneda consideraron que su trabajo ya era innecesario y en 1578 fue ahorcado por falsificación. En 1632, Carlos I empleó a otro refugiado francés, Nicholas Briot, para mejorar los estándares de acuñación tanto en Inglaterra como en Escocia, que tuvo su propia producción de monedas hasta 1707, pero la Guerra Civil inglesa puso fin a su acuñación mecánica. Otro francés, Peter Blondeau, proporcionó maquinaria para una propuesta de acuñación diseñada por Thomas Simon con el retrato de Oliver Cromwell. La restauración de 1660 canceló el proyecto, pero en 1662 Carlos II llamó a Blondeau para establecer una acuñación mecánica permanente. Empleó un proceso secreto para colocar letras u otros diseños en los bordes de las monedas. La inscripción elegida para el borde, DECVS ET TVTAMEN, que significa un adorno y una salvaguardia, se refiere a la protección contra el corte que proporcionaba un borde en el que aparecían letras. Sin embargo, de acuerdo con la ley de Gresham, las monedas martilladas de calidad inferior limitaron la circulación de las monedas más elaboradas hasta que las monedas martilladas más simples fueron desmonetizadas en 1695.
Mientras tanto, en Europa continental, en 1639 Francia volvió a adoptar monedas hechas a máquina. Tanto las monedas hechas a máquina como las martilladas continuaron con la reacuñación de plata en 1641, pero con el paso del tiempo se imponía la acuñación mecanizada, y desde 1645 no se produjeron monedas francesas martilladas. Zúrich y Heidelberg experimentaron con maquinaria de acuñación en 1558 y 1567 respectivamente, y la ceca de Hall adoptó permanentemente la maquinaria de acuñación en 1567. A diferencia de la prensa de tornillo utilizada en Francia e Inglaterra, la casa de moneda de Hall utilizó una prensa de rodillos. Aquí, dos troqueles cilíndricos imprimían diseños en el metal que pasaba entre ellos. Luego se cortaban las monedas del metal laminado e impreso. Esta técnica se extendió de Hall a Colonia en 1568, Dresde en 1574, Kremnica en 1577, Danzig en 1577 y otras pequeñas casas de moneda. Su impacto más significativo ocurrió cuando Felipe II de España usó sus fondos personales para construir una casa de moneda en Segovia que usó esta técnica para convertir de manera eficiente la plata de las Américas en monedas. Esto le permitió al rey pagar sus deudas a un mejor ritmo de lo que podría haberlo hecho de otra manera. La ceca de Segovia era propiedad de la Casa Real; pero otras casas de moneda españolas, que estaban a cargo del Tesoro Nacional, continuaron acuñando moneda martillada durante décadas.

## Monedas de la Revolución Industrial
La Revolución Industrial cambió el enfoque de la economía de una empresa rural a una urbana, basada en el dinero. La principal tecnología de la Revolución Industrial, la máquina de vapor de Watt, también aumentó el nivel general de actividad económica. Ambos factores aumentaron la demanda de dinero. Las fábricas se financiaban mediante la introducción de papel moneda y el crédito, pero se requerían monedas de baja denominación para pagar a los trabajadores y en Inglaterra las monedas de cobre eran escasas. Matthew Boulton había apoyado el desarrollo de la máquina de vapor de Watt y la usó para impulsar la maquinaria de fabricación de monedas en su fábrica de Soho. Boulton acuñó monedas para la Compañía de las Indias Orientales, suministró maquinaria de acuñación a vapor a la Casa de la Moneda de Moscú, y fabricó fichas metálicas privadas que circularon ampliamente en Inglaterra. En 1797 Boulton recibió un contrato para acuñar monedas reales británicas de cobre llamadas "cartwheels" (ruedas de carro). En 1805 recibió un contrato adicional para suministrar maquinaria de acuñación a vapor cuando la Royal Mint británica abandonó la Torre de Londres y estableció una nueva instalación en Little Tower Hill.

## En América y Asia oriental
Cuando España introdujo la acuñación en América en 1536, las monedas aún se fabricaban mediante martillado. La pureza de la plata en esta acuñación se redujo en 1732 y la Casa de la Moneda de la Ciudad de México comenzó a acuñar las nuevas monedas utilizando maquinaria. Siguieron otras casas de moneda hispanoamericanas y sus monedas de plata del tamaño de un tálero son ampliamente conocidas como «real de a 8». Esta moneda y su sucesor, el peso mexicano fueron ampliamente utilizados en el comercio con la sinoesfera, donde anteriormente se acuñaban monedas. En lo que hoy es Vietnam, el emperador Minh Mạng introdujo en 1932 una moneda basada en el «real de a 8». Luego de que la zona quedara bajo el dominio francés, los gobernantes acuñaron en la Monnaie de Paris una moneda basada en el «real de a 8». En 1853 el comodoro Perry abrió Japón al comercio exterior, que se pagó principalmente en pesos mexicanos. En 1870, dos años después de que el shogunato fuera derrocado, el restaurado emperador Meiji construyó una casa de moneda en Osaka e importó de Birmingham, Inglaterra, la maquinaria de acuñación. Del mismo modo, los reales de a 8 y los pesos mexicanos se convirtieron en la moneda principal utilizada para el comercio en gran parte del sur de China a mediados del siglo XIX. China acuñó monedas similares para Turkestán en 1877 y para su propio uso en 1890.
En la práctica moderna en los Estados Unidos, un borde fresado, puede referirse al borde elevado en la cara de la moneda, aplicado por una fresadora especial después de cortar y pulir las planchas. Además, el reborde en las monedas de mayor valor, aplicado por el aro que sujeta la moneda cuando se estampa, puede considerarse parte del borde fresado.